# Reinprecht IV. vom Graben
Reinprecht IV. vom Graben (der Jüngere), sowie Reinprecht ab dem Graben, Herr von Am Graben und Alt-Grabenhofen (* vor 1396 auf Schloss Alt-Grabenhofen; † nach 1468), war ein steirischer Edelmann aus dem Geschlecht der Herren von Graben, sowie der letzte männliche Vertreter der Konradinischen Linie am Graben in und um Graz.

## Biografie
Seine Eltern waren Georg vom (ab dem) Graben († 1439) und Creszentia von Stainach. Ein Vetter seines Vaters war Konrad II. vom (ab dem) Graben, welcher als Stammherr des Grafen- und Fürstengeschlechts der Orsini-Rosenberg aufgetreten sein könnte.
Reinprechts erste urkundliche Erwähnung datiert aus dem Jahre 1396, als er gemeinsam mit seinem Bruder oder Vetter Ulrich dem Grabner seinen Pflegschaftsrevers an das Spital am Pyhrn siegelte. Es ist dadurch anzunehmen, dass Reinprecht IV. dort als kaiserlicher Pfleger oder Burggraf aufgetreten ist. Im Jahre 1410 tritt er als Zeichner in einer Verkaufsurkunde seines Onkels Reinprecht III. vom (ab dem) Graben an dessen Vetter Cholman von Windisch-Graetz auf. 

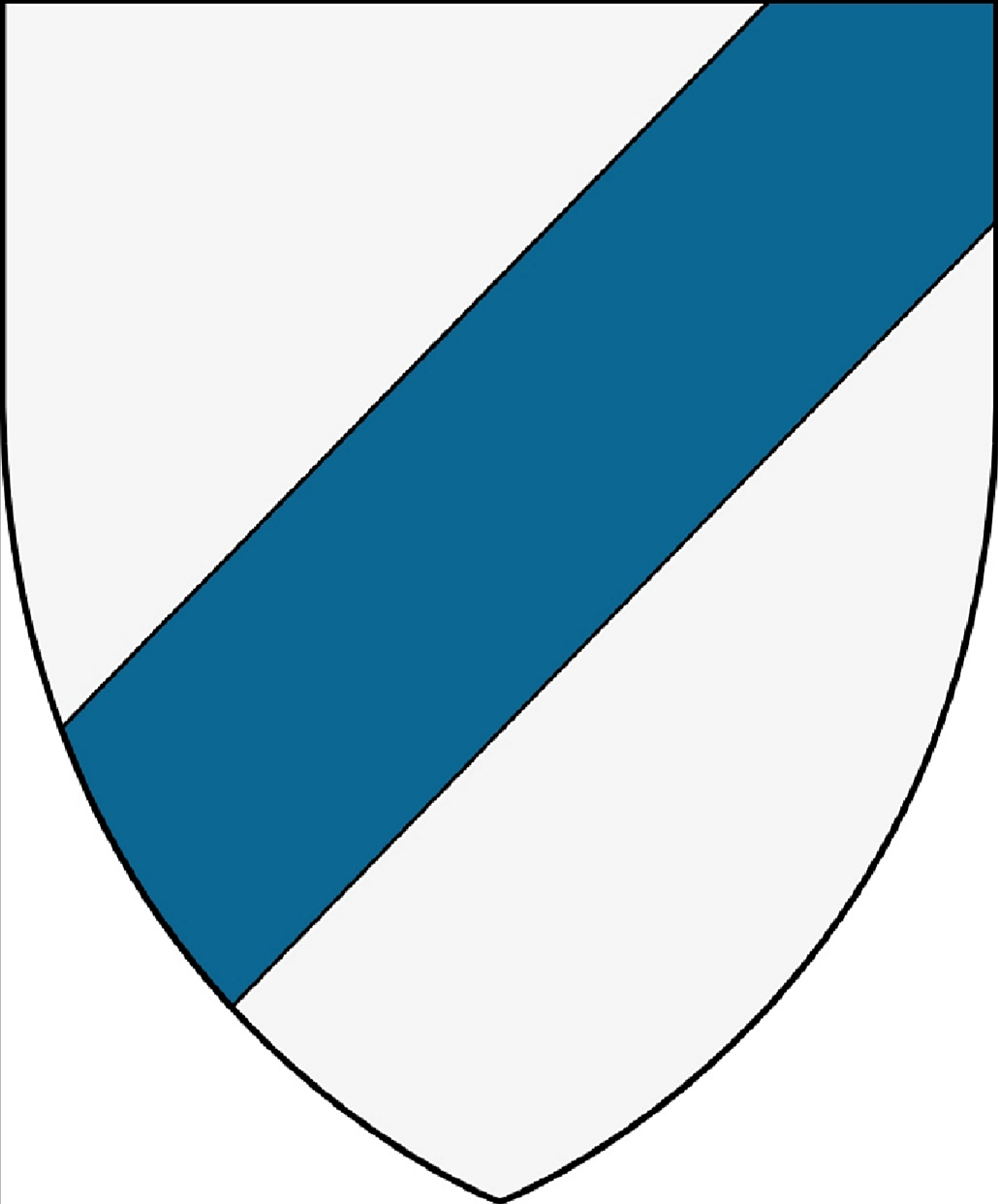
Wappen der Krainer Stammlinie sowie der Konradinischen Linie am Graben

Im Jahre 1410 hatte Reinprecht IV. noch über kein eigenes Siegel verfügt, so dass für ihn der Grazer Stadtrichter Hans der Stetner siegelte. In den darauf folgenden Urkunden hatte Reinprecht IV. mit dem Grabenschen Schrägbalkenwappen unterzeichnet. Aus dem Jahre 1456 datiert die Urkunde über den Verkauf der Grabenschen Erbgüter und Walseer Lehen an den Grazer Patrizier Caspar Zinser. Der ansehnliche Besitz lag am oberen und unteren Graben bei Graz und bestand aus sechs Hofstätten, einer Hofmarch und Stadl, einem Weingarten und einigen Äckern an der Mur, Wiesen und einem Steinbruch. Hier trat Reinprecht IV. gemeinsam mit seiner Mutter Crescentina und seinem Bruder Wolfgang als Verkäufer auf. Auch wird er 1456 gemeinsam mit Wolfgang in einer Kaufurkunde als Verkäufer von Gütern am oberen und unteren Graben, welche sich in der Herrschaft Alt-Grabenhofen befanden, für sich und deren Onkel Andrä Breuner genannt. Im Jahre 1468 ließ Reinprecht IV. in der Grazer Stadtpfarrkirche für seinen im Jahre 1439 verstorbenen Vater einen schönen roten märbl grabstein aufmachen.
Mit dem Tod von Reinprecht IV. nach 1468 starb die Konradinische Linie Am Graben, welche auf Grabenhofen und in und um Graz begütert war, aus. Alt-Grabenhofen gelangte (im Erbgang?) an die Kornberger Linie der Herren von Graben, wo es bis zum Tod von Andrä von Graben im Jahre 1556 verblieb, und hernach über seine Erbschwester Anna von Graben und deren Gatten Christoph von Stadl in Besitz der späteren Reichsgrafen Von Stadel-Kornberg gelangte. Der Hof am Graben war schon ehedem über Reinprechts Cousine Affra Hann, geb. vom (ab dem) Graben (Grabner) († vor 1458) im Erbgang an die Hann und hernach an die Fladnitz gelangt.